# お料理行進曲
『お料理行進曲』（おりょうりこうしんきょく）は、1992年5月21日に発売されたYUKAのシングル。

## 解説

### お料理行進曲
フジテレビ系アニメ『キテレツ大百科』の6代目オープニングテーマで、1992年4月19日（第171回）〜1996年6月9日（第331回）まで使用された。オープニング曲としては最長である。
歌唱はYUKAと男性のコーラスで行っているが、1番の最後の歌詞「キャベツはどうした?」のみ、男性が歌っている。それ以外は全てYUKAが歌唱している。
アニメのオープニング映像は、キテレツ・コロ助・ブタゴリラ・トンガリが島に上陸し、幾多の危険をかいくぐり、遂に宝箱の中からコロッケを見つけだすという内容である。この島の造形はコロッケの材料であるジャガイモ・キャベツ・玉ねぎなどを模しており、合間合間でみよ子がコロッケを調理する描写が入っている。
歌詞はそのまま料理の手順となっており、1番はコロッケ、2番はナポリタンである。料理研究家のケンタロウは柳田理科雄との対談の中で、歌詞の通りにコロッケが作れると語っている。
曲はAABA行進で、1番はタイトルの通り雄大な行進曲風、ワンコーラス分の長い間奏を挟んで2番はAメロから一転してバラード調になり、Bメロ以降は再び行進曲風に戻り、そのまま終了する。
このほか、2025年2月18日よりサントリー「トリス〈ハイボール缶〉」のCMソングとして、YUKA自身の歌唱による替え歌を用いたセルフカバーバージョン（「ハイボール行進曲」）が起用されたが、諸般の事情により同年5月上旬を以て急遽起用中止となった。

### HAPPY BIRTHDAY
アニメ『キテレツ大百科』エンディングテーマで、1992年4月19日（第171回）〜1993年4月18日（第212回）までのエンディング曲として放送された。

## 収録曲

### 8cmCD
| 全作詞: 森雪之丞。 |                                        |           |              |              |      |
| #                  | タイトル                               | 作詞      | 作曲         | 編曲         | 時間 |
| 1.                 | 「お料理行進曲」                       | 森雪之丞  | 平間あきひこ | 平間あきひこ | 4:06 |
| 2.                 | 「HAPPY BIRTHDAY」                     | 森雪之丞  | 清岡千穂     | 藤原いくろう | 3:50 |
| 3.                 | 「お料理行進曲」(オリジナルカラオケ)   | 森雪之丞  | 平間あきひこ | 平間あきひこ | 4:06 |
| 4.                 | 「HAPPY BIRTHDAY」(オリジナルカラオケ) | 森雪之丞  | 清岡千穂     | 藤原いくろう | 3:50 |
| 合計時間:          | 合計時間:                              | 合計時間: | 合計時間:    | 15:52        |      |

### カセットテープ
| 全作詞: 森雪之丞。 |                    |           |              |              |      |
| #                  | タイトル           | 作詞      | 作曲         | 編曲         | 時間 |
| 1.                 | 「お料理行進曲」   | 森雪之丞  | 平間あきひこ | 平間あきひこ | 4:06 |
| 2.                 | 「HAPPY BIRTHDAY」 | 森雪之丞  | 清岡千穂     | 藤原いくろう | 3:50 |
| 合計時間:          | 合計時間:          | 合計時間: | 合計時間:    | 7:56         |      |

| #         | タイトル                               | 作詞      | 作曲         | 編曲         | 時間 |
| --------- | -------------------------------------- | --------- | ------------ | ------------ | ---- |
| 1.        | 「お料理行進曲」(オリジナルカラオケ)   |           | 平間あきひこ | 平間あきひこ | 4:06 |
| 2.        | 「HAPPY BIRTHDAY」(オリジナルカラオケ) |           | 清岡千穂     | 藤原いくろう | 3:50 |
| 合計時間: | 合計時間:                              | 合計時間: | 合計時間:    | 7:56         |      |

## 収録作品

### アルバム
| 曲名           | 収録アルバム                           | 発売日        | 備考                       |
| -------------- | -------------------------------------- | ------------- | -------------------------- |
| お料理行進曲   | キテレツ大百科 ソング・コレクション'92 | 1992年6月21日 | 主題歌アルバム             |
| お料理行進曲   | 続々々々々・テレビまんが主題歌のあゆみ | 1998年1月21日 | コンピレーション・アルバム |
| お料理行進曲   | キテレツ大百科 スーパー・ベスト        | 2004年1月21日 | 主題歌アルバム             |
| お料理行進曲   | YUKAベスト                             | 2008年9月17日 | ベストアルバム             |
| HAPPY BIRTHDAY | キテレツ大百科 ソング・コレクション'92 | 1992年6月21日 | 主題歌アルバム             |
| HAPPY BIRTHDAY | キテレツ大百科 スーパー・ベスト        | 2004年1月21日 | 主題歌アルバム             |
| HAPPY BIRTHDAY | YUKAベスト                             | 2008年9月17日 | ベストアルバム             |

## カバー
| アーティスト     | 収録作品               | 発売日                             |              |
| お料理行進曲     | お料理行進曲           | お料理行進曲                       | お料理行進曲 |
| ---------------- | ---------------------- | ---------------------------------- | ------------ |
| ザ・たっち       | まんぷくトランス       | 2006年5月31日                      |              |
| 折笠富美子       | 百歌声爛 女性声優編III | 2009年3月18日                      |              |
| クレモンティーヌ | 続アニメンティーヌ     | 2011年3月9日 2011年5月27日（再販） |              |
| 東京カランコロン | スパイス               | 2015年6月10日                      |              |
| D-51             | Animemo                | 2015年11月18日                     |              |